# Ken Parker
Ken Parker je talijanski vestern strip serijal kojeg su 1977. kreirali scenarist Giancarlo Berardi i crtač Ivo Milazzo, u izdanju nakladnika stripova Sergio Bonelli Editore.

## O stripu
U početku Ken se trebao zvati Jebediah Baker i imao je bradu, no na nagovor Sergija Bonellija, vlasnika kuće Sergio Bonelli Editore 'naš' Jebediah trebao je promijeniti ime i obrijati bradu. Milazzu se sviđalo ime Ken, a Berardi mu je dodijelio prezime Parker po njegovoj omiljenoj olovci. I tako je Jebediah Baker postao Ken Parker. A bradu je Ken 'obrijao' već u drugoj epizodi.
Premijeru doživio u lipnju 1977. godine. Prva epizoda zvala se "Lungo fucile" što znači "Duga puška". Bio je dobro prihvaćen od publike i kritičara. Možda jer je Ken bio nešto potpuno drugo, nego li klasičan vestern junak. Tijekom čitanja njegovih epizoda malo po malo uviđamo i njegove slabosti, mogućnost da pogriješi (i prizna to), nedostatke ali i vrline poput prijateljstva, odanosti, dobrote, velikodušnosti, hrabrosti, optimizma, idealizma i samostalnosti. Ken je (vjerojatno) osvojio mnoga srca čitatelja, jer je sličan "običnom čovjeku". Ken se u Sergio Bonelli Editore-u objavljuje do broja 5. Međutim, 1984. godine tvorci Kena napuštaju Sergio Bonelli Editore i kreću na dug put po izdavačkim kućama (Orient Express, Comic Art, Isola Trovata, Ken Parker Editore) da bi se na kraju ponovno vratili u Sergio Bonelli Editore. Zadnja epizoda Kena trenutno je "Brončano lice".

## Hrvatsko izdanje
U Hrvatskoj Ken-a objavljuje izdavačka kuća Libellus do broja 32., a na dalje objavljuje izdavačka kuća Fibra. Kenova izdanja veoma su luksuzna, s predgovorima i tvrdim koricama. U tim stripovima nije bilo cenzuriranja, izbacivanja stranica, te je sve dosad objavljeno kronološkim redom. Fibra je završila s izdavanjem Kena Parkera brojem 79. - "Brončano lice"